# Velennes (Somme)
Velennes é uma comuna francesa na região administrativa de Altos da França, no departamento de Somme. Estende-se por uma área de 3,96 km². Em 2010 a comuna tinha 149 habitantes (densidade: 37,6 hab./km²).